# Mihai Ungheanu
Mihai Ungheanu (n. 17 martie 1939, Slobozia – d. 12 martie 2009, București) a fost jurnalist, critic literar, scriitor dar și om politic, fiind senator român, ales în Senatul României în legislaturile 2000-2004 și 2004-2008 după ce a candidat pe listele PRM în județul Argeș. Mihai Ungheanu a fost, de asemenea, secretar de stat, fără apartenență politică, la Ministerul Culturii, în Guvernul Văcăroiu.

## Biografie
Mihai Ungheanu s-a născut la 17 martie 1939, la Slobozia, părinții săi fiind originari din Ardeal. A absolvit, în 1963, Facultatea de Limba și Literatura Română a Universității București, devenind imediat doctorandul profesorului Alexandru Piru. Și-a dat doctoratul în Istoria Literaturii Române în 1983. La începutul carierei a colaborat la „Viata studențească” și „Scânteia tineretului” (1963-1964). Începând din anul 1993, a fost profesor universitar la Facultatea de Sociologie a Universității București, predând cursurile de sociologie a literaturii; șef de catedră la Știintele Comunicării la Institutul Național de Informații București; profesor la Facultatea de Sociologie și Facultatea de Limbi și Literaturi Străine ale Universității Spiru Haret București.
În anii '70 - '80 a fost apropiat de grupul protocroniștilor, fiind unul dintre promotorii revistei „Luceafărul”. O lungă perioadă de timp, a fost redactorul șef-adjunct al acestei reviste, semnând un mare număr de cronici dedicate celor mai importanți reprezentanți ai literaturii române contemporane. De asemenea, a fost un apropiat al lui Eugen Barbu și un colaborator al revistei Săptămîna. După 1990 a colaborat cu Corneliu Vadim Tudor, înscriindu-se în PRM și continuînd nota naționalistă, de data aceasta în politica activă, ca senator. După 1990 a continuat să publice numeroase cărți, în care și-a exprimat rezervele față de „noua intelectualitate”, de după 1990, pe care a acuzat-o de continuitate cu mediile intelectuale din anii '50, pro-sovietice. Dintre aceste cărți merită amintite „Holocaustul culturii române, 1944-1989” și „Enciclopedia valorilor reprimate” (în colaborare cu Ilie Bădescu). Înainte de deces, avea în pregătire o carte intitulată „Cominternul după Comintern”, prin care a vrut să demonstreze că, de fapt, mentalitatea și metodele acestei organizații de tristă amintire nu au dispărut după 1989, ba chiar au luat proporții.
„Sunt preocupat să pun în ordine niște manuscrise pentru o viitoare carte. O carte intitulată «Cominternul după Comintern», o suită de articole apărute în presă prin care vreau să demonstrez că de fapt mentalitatea și metodele cominternului nu au dispărut după 1989, ba chiar au luat proporții. Acest lucru mi se pare de ordinul evidenței.”—Jurnalul Național, 12 martie 2009

## Activitatea politică
Mihai Ungheanu a fost senator, fiind ales în Senatul României în legislaturile 2000-2004 și 2004-2008 după ce a candidat pe listele PRM în județul Argeș. În calitate de parlamentar, Mihai Ungheanu a făcut parte din „Comisia pentru drepturile omului, culte și minorități”, „Comisia pentru muncă, familie și protecție socială”, „Comisia pentru cultură, artă și mijloace de informare în masă”. În legislative 2000-2004, Mihai Ungheanu a fost membru în grupurile parlamenatare de prietenie cu Republica Finlanda și Republica Franceză-Senat. Mihai Ungheanu a în registrat 124 de luări de cuvânt în 92 de ședințe parlamentare. În legislativa 2004-2008, Mihai Ungheanu a avut o activitate parlamentară concretizată prin: 190 de luări de cuvânt în plen, 16 declarații politice, 26 de propuneri legislative și 10 moțiuni, fiind, totodată, membru în numeroase grupuri de prietenie cu parlamentele altor state: Australia, Republica Finlanda, Islanda, Republica Polonă, Statul Kuwait.
„În ceea ce privește viața politică, m-am ținut departe de ea până în 2000, cu convingerea că nu este un loc ideal de existență, dar am ajuns la concluzia că, dacă nu intri în politică, nu poți rezolva anumite chestiuni de ordin profesional, nu poți să duci până la capăt, pentru tine și pentru alții, o sumă de acțiuni începute, așa că am intrat în politică, dar concluziile sunt, ca pentru oricare intelectual, decepționante, dezamăgitoare. Cred că politica mi-a adus numai decepții. Mi-aduc aminte cum s-a făcut revizuirea Constituției din 2003 și acțiunea asta făcută în grabă și neserios m-a făcut să părăsesc prin demisie Parlamentul.”—Jurnalul Național, 12 martie 2009

## Decesul
Pe 17 martie 2009, fostul senator PRM Argeș, Mihai Ungheanu ar fi implinit 70 de ani.
După o lungă perioadă de suferință, a decedat la București în ziua de 12 martie 2009. Mai mult decât un om politic, a fost scriitor și critic literar.
A plecat din lumea aceasta oripilat de clasa politică, una care, în opinia sa, nu are cum să nu dezamăgească un intelectual. Apropiații și familia au anunțat că profesorul s-a îmbolnăvit subit de cancer galopant. A fost înmormântat la Cimitirul Bellu din București, în ziua de 14 martie 2009.